# Paullinia unifoliolata
Paullinia unifoliolata är en kinesträdsväxtart som beskrevs av Perdiz & Ferrucci. Paullinia unifoliolata ingår i släktet Paullinia och familjen kinesträdsväxter. Inga underarter finns listade i Catalogue of Life.